# Anita Schäfer

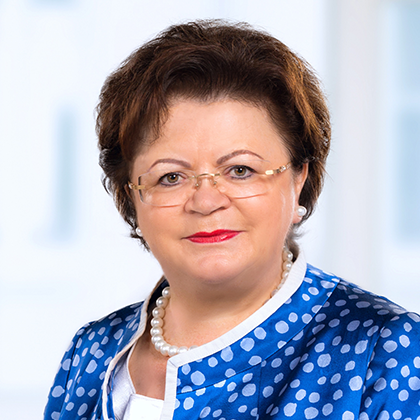
Anita Schäfer (2017)

Anita Schäfer (* 9. Juli 1951 in Saalstadt) ist eine deutsche Politikerin (CDU) und war Mitglied des Deutschen Bundestages.

## Leben und Beruf
Nach der Mittleren Reife absolvierte Anita Schäfer eine Ausbildung zur Übersetzerin an einer Inlingua-Sprachschule. Anschließend war sie bis 1972 in der Außenstelle Thaleischweiler der BHG Raiffeisen Frankfurt am Main und danach als Angestellte bei der Verwaltung der Verbandsgemeinde Wallhalben tätig. Von 1979 bis zu dessen Tod 1985 war sie Büroleiterin des Bundestagsabgeordneten Werner Marx. Von 1987 bis 1998 leitete sie das Büro seines Nachfolgers im Wahlkreis Pirmasens, Klaus-Dieter Uelhoff.

## Partei
Anita Schäfer trat 1979 in die CDU ein und ist seit 1992 stellvertretende Vorsitzende des CDU-Kreisverbandes Südwestpfalz. 1995 wurde sie Mitglied der überparteilichen Europa-Union Deutschland. Seit 1998 gehört sie dem Vorstand des CDU-Bezirksverbandes Rheinhessen-Pfalz an und ist zudem Vorsitzende des Kreisverbandes Südwestpfalz der Frauen-Union und Mitglied der Mittelstands- und Wirtschaftsvereinigung der CDU/CSU.

## Abgeordnete

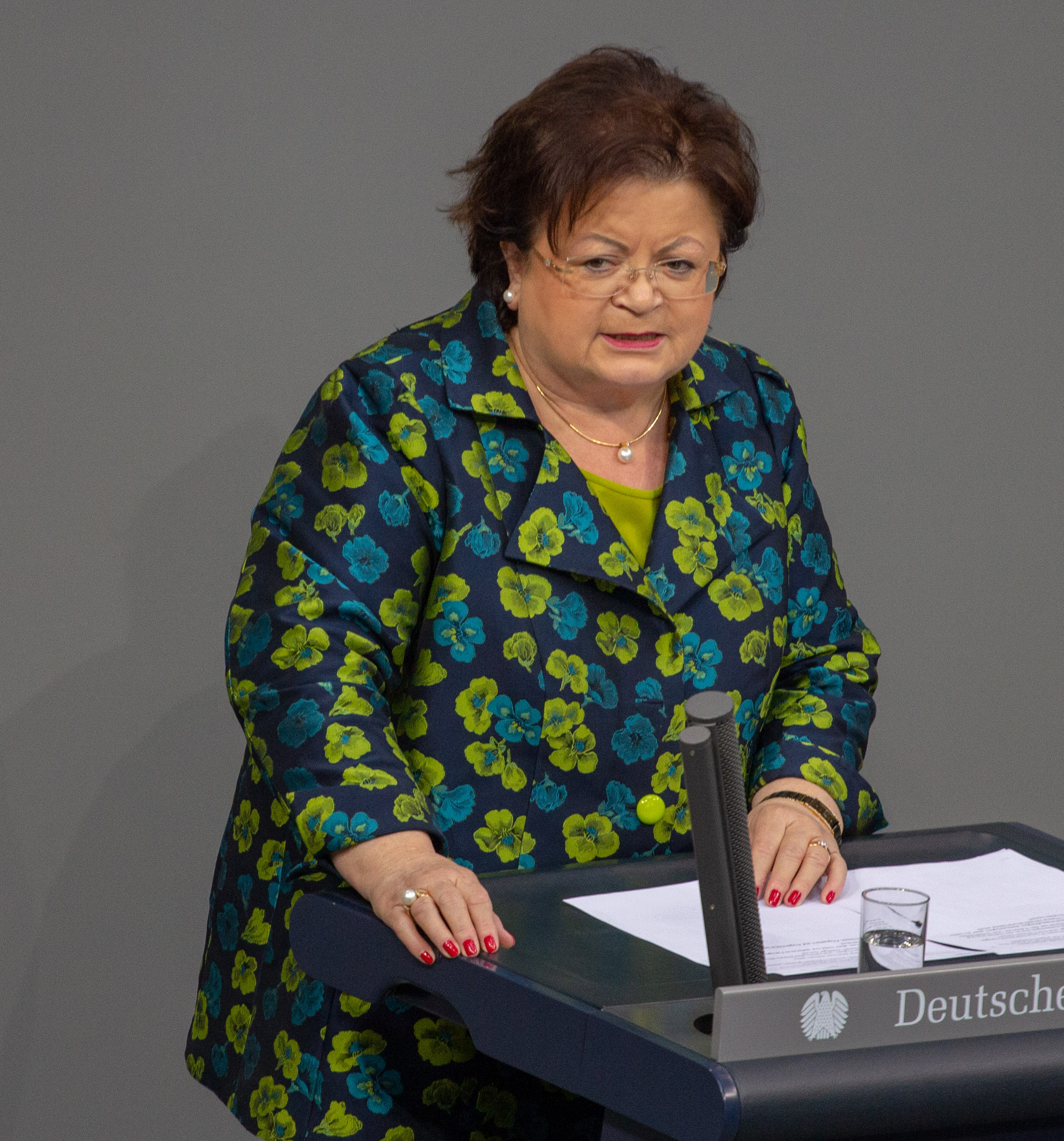
Anita Schäfer im Deutschen Bundestag, 2019

1998 wurde Anita Schäfer über die Landesliste Rheinland-Pfalz der CDU in den Bundestag gewählt. In den folgenden Legislaturperioden zog sie jeweils als direkt gewählte Abgeordnete des Wahlkreises Pirmasens wieder ein. Bei der Bundestagswahl 2013 erreichte sie hier 45,9 % der Erststimmen.
Schäfer war im 19. Deutschen Bundestag Ordentliches Mitglied im Verteidigungsausschuss sowie Stellvertretendes Mitglied im Gemeinsamen Ausschuss und Ausschuss für die Angelegenheiten der Europäischen Union. Seit 2006 gehörte sie der Parlamentarischen Versammlung der NATO an. Sie war unter anderem auch Mitglied des Parlamentarischen Ringes des Volksbunds Deutsche Kriegsgräberfürsorge.
Im August 2020 erklärte Schäfer, dass sie zur Bundestagswahl 2021 nicht mehr antrete. Am 6. März 2021 wurde Florian Bilic für ihre Nachfolge als Kandidat der CDU nominiert.

## Weitere Tätigkeiten
Seit 2008 ist Anita Schäfer Vorsitzende der Deutsch-Chinesischen Gesellschaft – Freunde Taiwans, die sich zum Oktober 2020 in Deutsch-Taiwanische Gesellschaft umbenannt hat. Sie ist zudem engagiert in der Weltliga für Freiheit und Demokratie Deutschland e. V. Darüber hinaus ist sie die Gründerin und Vorsitzende des „Fördervereins Erlebnis-Druckmuseum Zweibrücken“.